# Loi sur le traitement des alcooliques dangereux pour autrui
Lire en ligne
La Loi no 54-439 du 15 avril 1954 sur le traitement des alcooliques dangereux pour autrui, promulguée sous le gouvernement de Joseph Laniel, était inspirée par le mouvement de la Défense sociale, et visait à permettre la surveillance par les autorités sanitaires des individus jugés « alcooliques » et « dangereux », pour eux-mêmes ou pour autrui. 
Codifiée en grande partie dans le Code de la santé publique (CSP) en 1958, sous le titre « Lutte contre l'alcoolisme », lui-même sous-titre de « Lutte contre les fléaux sociaux », la loi ne fut guère appliquée et finalement abrogée en 1985. 
La loi elle-même était divisée en deux titres, « Prophylaxie et cure » et « Mesures de défense ». Elle prévoyait la possibilité d'un placement forcé, sur décision judiciaire, en centre de rééducation spécialisé, pour une durée indéfiniment renouvelable de six mois, jusqu'à guérison, avec de surcroît une surveillance d'un an à la sortie. Finalement, un seul centre de rééducation fut construit, ce qui limita de fait les possibilités d'application de cette mesure de sûreté.

## Préparation
Émanant d'une proposition de loi de l'Assemblée nationale, la loi fit l'objet de deux rapports, rédigés l'un par Germaine Poinso-Chapuis (MRP, elle fut ministre de la Santé du gouvernement Schuman) pour la Commission des affaires familiales de l'Assemblée, et l'autre par son homologue sénatrice, Marie-Hélène Cardot (MRP), pour la Commission familiale du Conseil de la République (Sénat).

## Dispositions
Son art. Ier, codifié en 1958 et abrogé en 1985, disposait ainsi: « Tout alcoolique dangereux pour autrui est placé sous la surveillance de l'autorité sanitaire ». L'art. 2 demandait aux autorités judiciaires et administratives de signaler, le cas échéant, aux autorités sanitaires « tout alcoolique présumé dangereux ». L'art. 3 imposait aux autorités sanitaires saisies d'un cas de « procéder à une enquête complémentaire sur la vie familiale, professionnelle et sociale et simultanément à un examen médical complet » ; il ajoutait: 
« Chaque fois que le maintien en liberté de l'alcoolique paraît possible, l'autorité sanitaire essaie par la persuasion de l'amener à s'amender. À cet effet, l'intéressé est placé sous la surveillance des dispensaires d'hygiène sociale ou des formations sanitaires diverses relevant d'organismes publics ou privés, secondés par les sociétés antialcooliques reconnues d'utilité publique. »
L'art. 4 prévoyait enfin que l'« alcoolique estimé dangereux » et non-réformable puisse être cité, sur proposition d'une « commission médicale » (dont la composition serait définie par décret - art. 13, L355-11 CSP) par le « procureur de la République devant le tribunal civil siégeant en chambre de conseil. »
Dans les faits, la loi ne fut guère appliquée. L'art. 5 prévoyait ainsi la construction de centres de rééducation spécialisés, auprès des hôpitaux existants, dans chaque département, mais seul un centre fut construit . Codifié à l'art. L355-7 du Code de santé publique, cet article prévoyait en effet un décret en Conseil d'État déterminant les départements tenus de procéder « aux constructions et aménagements nécessaires ». Or ce décret n'a semble-t-il jamais été promulgué.
L'art. 8 (L355-6 CSP) prévoyait un « placement » d'une durée de « six mois », pouvant « être prolongé pour de nouvelles périodes inférieures ou égales à six mois » et qui « prend fin dès que la guérison paraît obtenue ». Ce placement, décidé par le tribunal, pouvait faire l'objet d'un recours de la part de l'« alcoolique », sur saisine de la commission médicale. Enfin, « A sa sortie de l'établissement de cure, l'intéressé demeurera, pendant un an, sous la surveillance d'un dispensaire d'hygiène mentale ou, à défaut, d'hygiène sociale. »